# コルドバ県 (スペイン)
コルドバ県（コルドバけん、スペイン語: Provincia de Córdoba）は、スペイン・アンダルシア州にある県。県都はコルドバ。

## 地理
コルドバ県は内陸県であり海には面していない。面積は13,769 km²である。同じアンダルシア州のマラガ県・セビリャ県・ハエン県と境を接する。コルドバ県の北端は州境でもあり、エストレマドゥーラ州のバダホス県、カスティーリャ＝ラ・マンチャ州のシウダ・レアル県とも境を接する。

## 歴史
1833年スペイン地方行政区分再編ではスペイン全土に49の県が設置された。この際にコルドバ県も設置され、県都はコルドバに定められた。
1939年から1975年のフランコ独裁体制化を経て、スペインの民主化移行期の1970年代末から1980年代初頭には、スペイン全土に17の自治州が設置された。1982年1月11日にはコルドバ県など8県から成るアンダルシア州が発足した。

## 行政区画
コルドバ県内には75の地方自治体が存在し、人口の約4割が県都のコルドバに住む。

### 主な自治体
| 順位 | 自治体                           | 人口（2010年） |
| 1    | コルドバ                         | 328,547        |
| 2    | ルセーナ                         | 42,308         |
| 3    | プエンテ・ヘニル                 | 30,245         |
| 4    | モンティージャ                   | 23,907         |
| 5    | プリエーゴ・デ・コルドバ         | 23,563         |
| 6    | パルマ・デル・リオ               | 21,605         |
| 7    | カブラ                           | 21,266         |
| 8    | バエーナ                         | 20,862         |
| 9    | ポソブランコ                     | 17,796         |
| 10   | アギラール・デ・ラ・フロンテーラ | 13,693         |

### 司法管轄区
県内は12司法管轄区に分けられる。なお、太字は中心自治体である。
1. モントーロ司法管轄区[4] - アダムス、ブハランセ、カニェーテ・デ・ラス・トーレス、カルデーニャ、エル・カルピオ、モントーロ、ペドロ・アバッド、ビジャ・デル・リオ、ビジャフランカ・デ・コルドバ
2. アギラール・デ・ラ・フロンテーラ司法管轄区[5] - アギラール・デ・ラ・フロンテーラ、モントゥルケ、モリーレス
3. ポソブランコ司法管轄区[6] - アルカラセッホス、アニョーラ、コンキスタ、ドス・トーレス、エル・ギーホ、ペドローチェ、ポソブランコ、サンタ・エウフェミア、トーレカンポ、ビジャヌエバ・デ・コルドバ、ビジャヌエバ・デル・ドゥーケ、ビジャラルト、エル・ビーソ
4. バエーナ司法管轄区[7] - バエーナ、ルーケ、バレンスエーラ
5. ポサーダス司法管轄区[8] - アルモドーバル・デル・リオ、ラ・カルロータ、フエンテ・パルメーラ、グアダルカサル、オルナチュエーロス、パルマ・デル・リオ、ポサーダス
6. ペニャロージャ＝プエブロヌエボ司法管轄区[9] - ベラルカサル、ベルメス、ロス・ブラスケス、エスピエル、フエンテ・ラ・ランチャ、フエンテ・オベフーナ、ラ・グランフエーラ、イノホーサ・デル・ドゥーケ、ペニャロージャ＝プエブロヌエボ、バルセキージョ、ビジャヌエバ・デル・レイ
7. ルセーナ司法管轄区[10] - ベナメヒー、エンシーナス・レアーレス、イスナハル、ルセーナ、パレンシアーナ、ルーテ
8. コルドバ司法管轄区[11] - カストロ・デル・リオ、コルドバ、エスペッホ、オベッホ、ビジャアルタ、ビジャビシオーサ・デ・コルドバ
9. プリエーゴ・デ・コルドバ司法管轄区[12] - アルメディニージャ、カルカブエイ、フエンテ＝トハル、プリエーゴ・デ・コルドバ
10. カブラ司法管轄区[13] - カブラ、ドーニャ・メンシーア、ヌエバ・カルテージャ、スエーロス
11. モンティージャ司法管轄区[14] - フェルナン＝ヌーニェス、モンタルバン・デ・コルドバ、モンテマジョール、モンティージャ、ラ・ランブラ、サン・セバスティアン・デ・ロス・バジェステーロス、サンタエージャ、ラ・ビクトリア
12. プエンテ・ヘニル司法管轄区[15] - プエンテ・ヘニル

## 人口の推移
コルドバ県には75のムニシピオ（基礎自治体）がある。県都のコルドバはコルドバ県の人口の約4割を有している。
| コルドバ県の人口推移 1900-2010                          |
|                                                         |
| 出典:INE（スペイン国立統計局）1900年 - 1991年、1996年 - |